# Fața Roșie
Fața Roșie románul: Fața Roșie, falu Romániában, Erdélyben, Hunyad megyében.

## Fekvése
Batrina mellett fekvő település.

## Története
Faţa Rosie korábban Batrina része volt. 1956-ban vált külön településsé 63 lakossal. 1966-ban 60, 1977-ben 48, az 1992-es népszámláláskor 46 román lakosa volt.